# Mas de Nicolau
El Mas de Nicolau és una masia de Reus (Baix Camp) situada a la partida de Quart. És una gran hisenda i una gran masia, al costat del Mas del Cases i a l'oest del Mas de Bofarull. És al sud-oest de la carretera vella de Tarragona, davant del camp d'Aviació, entre la riera del Pi de Bofarull i el camí del Roure, o antic camí de la Selva a Salou. El límit sud-oest de la finca és el Camí de la Creu. L'autovia nova de Tarragona en travessa un extrem.
Marià de Nicolau i Querol i el seu net, Francesc de Nicolau i de Miró, van crear la hisenda, i el mas es va edificar el 1783. Ha portat també els noms de Mas de Badalí, Mas del Cases (una masia que forma un sol cos amb el Mas de Nicolau), Mas de Mier i Mas de don Pau Font de Rubinat, noms d'antics propietaris.

## Descripció
És un edifici aïllat de planta rectangular amb planta baixa, pis i golfes. A la dreta hi ha adossat un element de planta baixa i pis amb galeria correguda d'arcades, columnes i barana d'obra. Les cobertes són de teula i s'articulen a tres vessants. A la banda esquerra hi ha adossat un edifici de dues plantes, també amb coberta de teules. Al centre de la façana i per rematar-la s'alça una torre quadrangular amb un pis. L'estat actual del mas, i el de les construccions annexes, és bo. Hi ha un caminal arbrat i una placeta, amb una font.